# پتروبراس

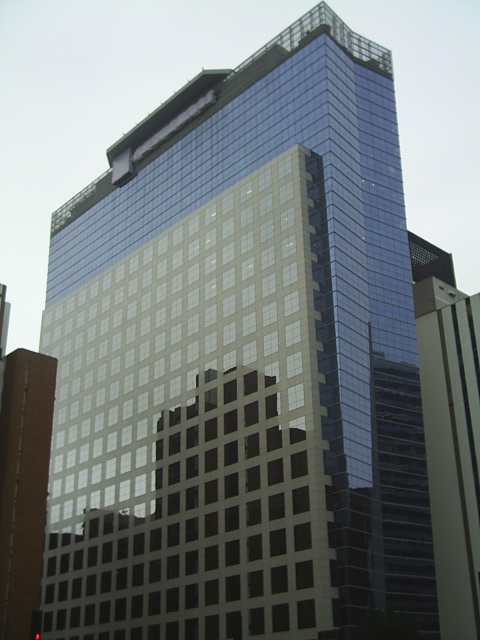
ساختمان اداری پتروبراس در سائوپائولو

پتروبراس (به انگلیسی: Petrobras) شرکت نفت و گاز برزیلی و چندملیتی است که در سال ۱۹۵۳ توسط دولت برزیل تأسیس شد. این شرکت امروزه با توسعه فعالیت‌ها و سرمایه خود، نه تنها توانسته‌است به بزرگ‌ترین تولیدکننده و توزیع‌کننده فراورده‌های نفتی در آمریکای جنوبی تبدیل شود، بلکه هم‌اکنون در زمره ۲۰ شرکت نفتی بزرگ جهان قرار دارد.
شرکت پتروبراس در زمینه‌های اکتشاف، استخراج، پالایش و توزیع نفت خام و گاز طبیعی، همچنین تولید مواد شیمیایی، فراورده‌های نفتی، ال‌ان‌جی، ال‌پی‌جی و محصولات پتروشیمی فعالیت می‌کند.

## فعالیت‌ها

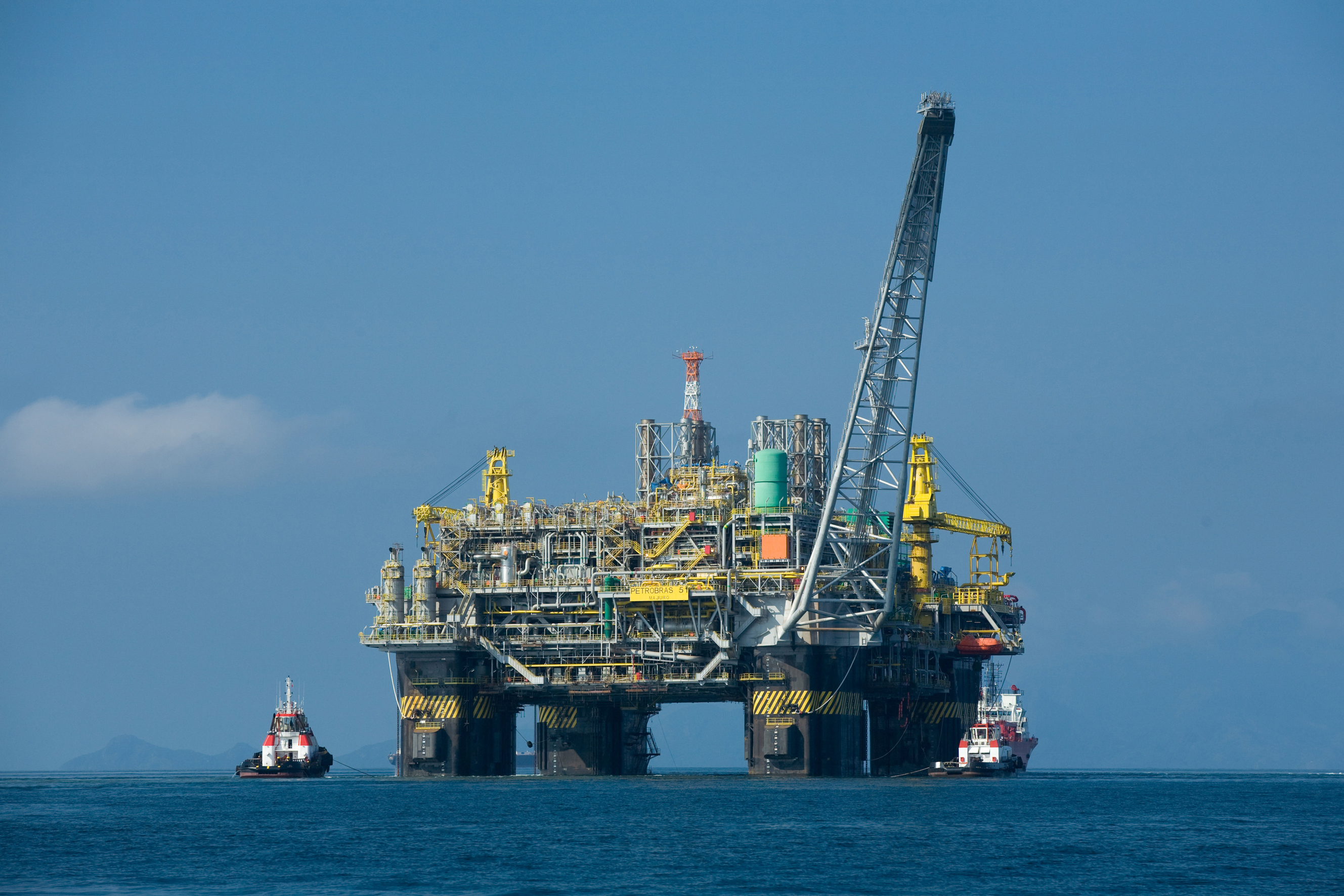
سکوی نفتی-گازی پی-۵۱ متعلق به پتروبراس، در آب‌های عمیق برزیل

### ایالات متحده آمریکا
مهم‌ترین بخش از سرمایه‌گذاری‌های پتروبراس در بخش اکتشاف و تولید متمرکز خواهد شد. در حال حاضر، مجموعاً ۳۰۲ بلوک (حوزه نفت و گاز) در منطقه وجود دارد، که ۱۲۱ بلوک آن در آب‌های کم عمق قرار دارد و از این تعداد، عملیات در ۴۱ بلوک توسط شرکت پتروبراس انجام می‌شود. ضمن اینکه ۱۸۰ بلوک نیز در آب‌های عمیق و بسیار عمیق قرار دارد که عملیات ۱۲۰ بلوک از آن‌ها نیز توسط پتروبراس انجام می‌شود. یک بلوک نیز در خشکی قرار دارد.
در حال حاضر تولید شرکت پتروبراس از حوزه خلیج مکزیک معادل ۱۲۰۰۰ بشکه نفت در روز است و هدف پتروبراس این است که تا سال ۲۰۱۳ میزان تولید این منطقه را به ۱۰۴٫۶۰۰ بشکه در روز افزایش بدهد.
در سپتامبر سال ۲۰۰۶ فروش تأسیسات پالایشگاهی پاسادنا در ایالت تگزاس آمریکا به مبلغ ۳۷۰ میلیون دلار به شرکت پتروبراس قطعی گردید. ظرفیت پالایش این پالایشگاه برابر با یکصد هزار بشکه در روز است و پتروبراس قصد دارد تا با انجام تغییراتی، ظرف مدت سه سال میزان ظرفیت آن را به ۲ برابر افزایش دهد.

### آرژانتین

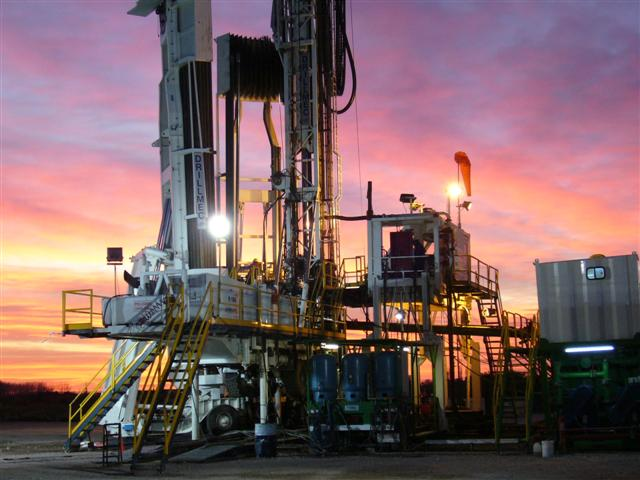

در واقع آرژانتین کشوری است که شرکت پتروبراس، بیشترین میزان تولید نفت و گاز را در خارج از برزیل دارد، تا جایی‌که اقدام به تأسیس شرکت پتروبراس آرژانتین نموده و این شرکت هم‌اکنون بزرگ‌ترین شرکت نفت و گاز در این کشور می‌باشد.
مجموع تولید روزانه از ۱۴ بلوک موجود در خشکی معادل ۱۰۴۰۰۰ بشکه نفت در روز می‌باشد. در سال گذشته قراردادهایی با آرژانتین به امضاء رسید، که بر مبنای آن عملیات اکتشاف و تولید در محدوده آب‌های تجاری آرژانتین و در عمق ۲۰۰ متری و بالای ۳۰۰۰ متری از سطح دریا انجام بشود.
با استخراج نفت و گاز از این دو حوزه، میزان تولید شرکت پتروبراس در آرژانتین روزانه به معادل ۱۳۶۰۰۰ بشکه نفت در روز برسد. در عین حال پتروبراس مالکیت کامل دو پالایشگاه نفتی و سهام قسمتی از یک پالایشگاه نفتی دیگر در آرژانتین را در اختیار دارد.
شرکت پتروبراس همچنین در ۷۰۰ جایگاه فروش بنزین در آرژانتین فراورده‌های نفتی خود را عرضه می‌کند و در ۴ شرکت پتروشیمی دیگر نیز به تولید فراورده‌های پتروشیمی و نیز کود شیمیائی مایع می‌کند.
با توجه به اینکه فعالیت‌های پترو براس در آرژانتین محدود به فعالیت‌های فوق نبوده و در شبکه انتقال نفت و گاز، نیروگاه‌های آبی و حرارتی تولید الکتریسیته و نیز شبکه انتقال برق مشارکت و فعالیت دارد و به‌طور کلی می‌توان چنین گفت که حضور فعال شرکت پتروبراس در تمامی حلقه‌های زنجیره تولید و انتقال انرژی در آرژانتین مشهود است.

### نیجریه

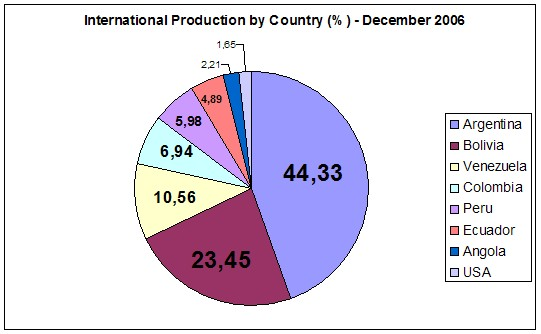
نمودار تولیدات پتروبراس در جهان

با توجه به وجود ذخایر نفت سبک و کم سولفور در منطقه دلتای رودخانه نیجر که از مرغوبترین نوع نفت در بازارهای نفتی به‌شمار می‌رود، فعالیت شرکت پتروبراس در این کشور حائز اهمیت بوده و ممکن است که در آینده فعالیت پتروبراس در نیجریه، سهم بزرگی از فعالیت‌های برون مرزی این شرکت را بخود اختصاص بدهد.
فعالیت پتروبراس در دو حوزه نفتی بزرگ آگبامی و آکپو و در مشارکت با دو کمپانی توتال و شورون-تکزاکو می‌باشد. میزان ذخایر نفتی هر یک از این دو حوزه ۶/۱ میلیارد بشکه تخمین زده می‌شود.
لازم است ذکر شود که تولید نفت از این حوزه‌ها در سال ۲۰۰۸ آغاز شده و مقدار آن برابر ۴۰۰ هزار بشکه نفت در روز باشد که از این مقدار ۶۵۰۰۰ بشکه در روز، سهم شرکت پتروبراس باشد که جهت فروش راهی بازارهای نفتی بین‌المللی خواهد شد. پتروبراس در دو حوزه نفتی دیگر نیجریه که در خشکی قرار دارد فعالیت دارد و این فعالیت‌ها هنوز در فاز اکتشافاتی می‌باشد.

### آنگولا

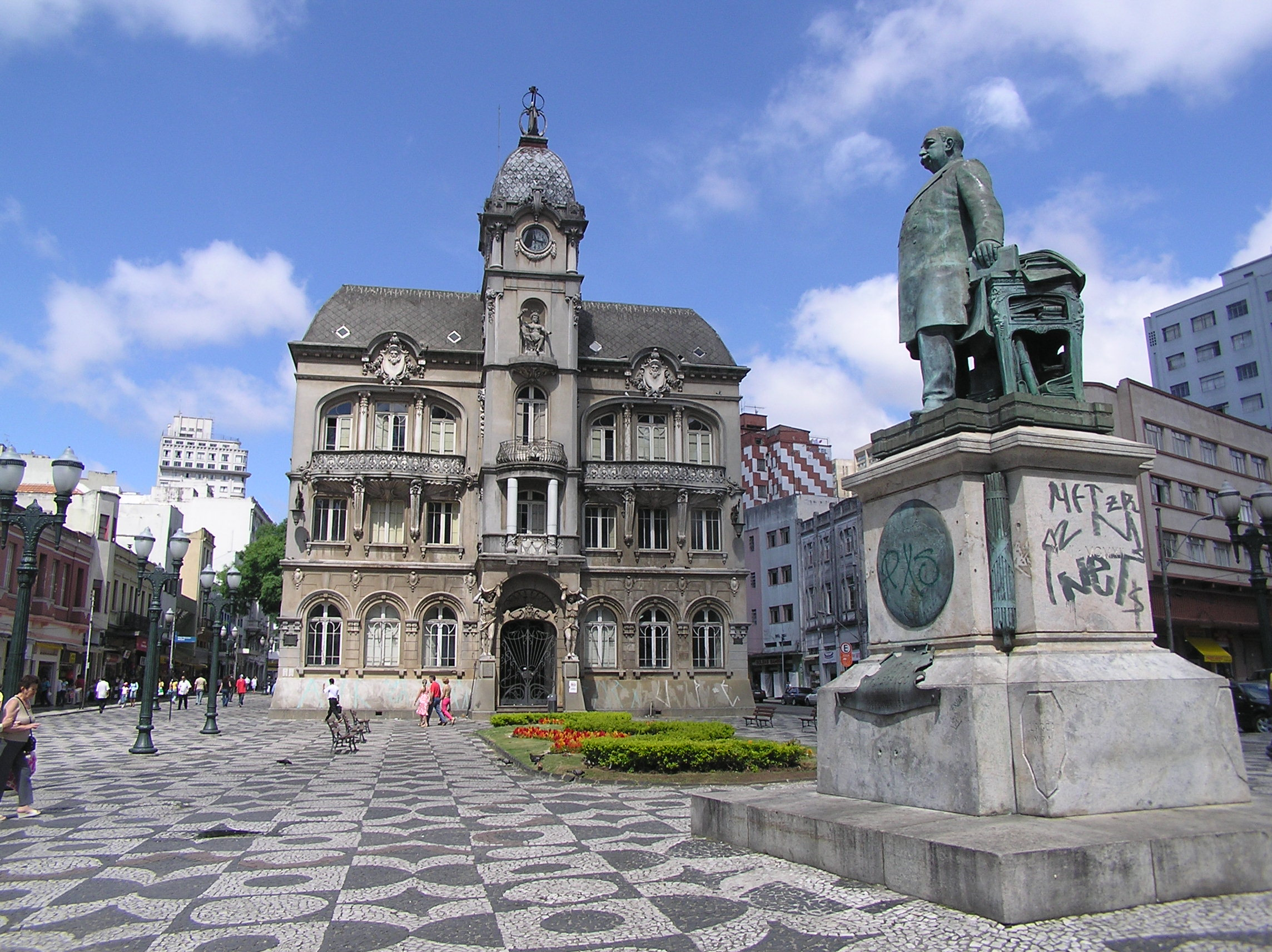
کوریتیبا، در جنوب برزیل

فعالیت‌های پتروبراس در آنگولا عبارتست از عملیات اکتشافاتی در پنج بلوک و همچنین عملیات تولیدی در یک بلوک.
تولید نفت از بلوک شماره ۲ می‌باشد که در آب‌های کم عمق خط ساحلی کنگو قرار داشته و پتروبراس با در آن‌ها با کمپانی شورون و کمپانی سونانگول مشارکت دارد. سهم پتروبراس در این مشارکت عبارتست از ۵/۲۷٪ که برابر است با ۴۲۰۰ بشکه نفت در روز. عملیات اکتشافاتی در بلوک‌های شماره ۲۶ و ۰۶/۶ و ۰۶/۱۸ بر عهده شرکت پتروبراس است.
مطالعات زلزله نگاری در بلوک ۰۶/۶ که پتروبراس داری ۴۰٪ سهم می‌باشد، قرار است که در اواخر سال ۲۰۰۷ انجام شود. در بلوک ۰۶/۱۸ که در آب‌های عمیق قرار بوده و پتروبراس دارای ۳۰٪ سهم می‌باشد، مطالعات سه بعدی زلزله‌نگاری و حفر ۷ حلقه چاه آزمایشی، بین سال‌های ۲۰۰۹ تا ۲۰۱۱ انجام خواهد شد. در بلوک شماره ۲۶ نیز که پتروبراس دارای ۸۰٪ سهم است، قرار است در سال‌های ۲۰۱۰ و ۲۰۱۱ دو حلقه چاه آزمایشی در منطقه قدامی بلوک مذکور، حفر بشود. در بلوک شماره ۳۴ و بلوک شماره ۵ که شرکت پتروبراس به ترتیب دارای ۳۰٪ و ۵٪ سهم است، در حال حاضر عملیات اکتشافاتی در حال انجام است.

### تانزانیا
شرکت پتروبراس با برنده شدن در چندین مناقصه انجام شده توسط دولت تانزانیا، موفق گردیده تا ۱۰۰٪ از مورد مناقصه‌ها را به دست آورد. به عبارت دیگر یکی از این مناقصه‌ها مربوط به بلوک شماره ۵ در مساحتی در حدود ۹۲۵۰ کیلومتر مربع و در عمق ۳۰۰ تا ۳۰۰۰ متری دریا و نیز بلوک شماره ۶ با مساحتی قریب به ۱۱۰۹۹ کیلومتر مربع است، که در ۵۰۰ متری تا ۳۵۰۰ متری است.
پتروبراس قراردادهائی را با شرکت ملی توسعه همکاری‌های نفتی تانزانیا به امضاء رسانده و بر اساس آن‌ها کلیه فعالیت‌های مربوط به مطالعات زلزله‌نگاری، زمین‌شناسی و ارزیابی میزان ذخایر این حوزه در حال انجام است. افزایش این همکاری‌ها برای پتروبراس نه تنها به‌خاطر حضور داشتن در منطقه شرق قاره آفریقا اهمیت دارد، بلکه در چارچوب اولویت این شرکت برای توسعه همکاری‌های بین‌المللی می‌باشد.

### لیبی
شروع همکاری‌های نفتی شرکت پتروبراس برزیل در لیبی از دهه ۱۹۷۰ آغاز و تا دهه ۱۹۹۰ ادامه داشت و این فعالیت‌ها با امضاء یک قرارداد همکاری با شرکت ملی همکاری‌های نفتی لیبی در سال ۲۰۰۵ در زمینه فعالیت مشترک اکتشافاتی – تولیدی نفت و گاز در منطقه آب‌های مدیترانه‌ای لیبی و در اعماق ۲۰۰ تا ۷۰۰ متری دریا مجدداً از سرگرفته شد.
همکاری مشترک پتروبراس با شرکت ملی همکاری‌های نفتی لیبی شامل چهار بلوک نفتی و در منطقه‌ای به مساحت ۱۰۳۰۷ کیلومتر مربع می‌باشد و انتظار می‌رود، که منابع نفتی جدیدی در آن یافت شود.
پتروبراس ۷۰٪ از امتیاز بهره‌برداری از این چهار بلوک را در اختیار دارد و طبق قرارداد پنج سال اول این امتیاز، به‌خاطر مراحل اکتشافاتی و ۲۵ سال نیز به عنوان حق تولید مشترک به پتروبراس واگذار گردیده‌است.

### گینه استوایی
حضور پتروبراس در این کشور از ژانویه سال ۲۰۰۶ و به دست آوردن ۵۰٪ سهم از بلوک نفتی شماره یک در گینه استوایی شروع شد. بلوک شماره یک از پتانسیل خوبی برای تولید نفت برخوردار بوده و در منطقه‌ای به‌وسعت بیش از ۴۲۵۰ کیلومتر مربع و در اعماق ۵۰۰ تا ۲۲۰۰ متری زیر دریا قرار دارد.
گفته می‌شود که اگر مراحل حفاری در این بلوک به خوبی پیش رود، تولید نفت از این بلوک از اوایل دهه آینده آغاز خواهد شد. پیش‌بینی شرکت پتروبراس، این است که در منطقه آفریقای غربی، فعالیت‌های تحقیقاتی و اکتشافاتی نفت در آب‌های عمیق و بسیار عمیق زیر دریا، افزایش داشته باشد.

### موزامبیک
شرکت پتروبراس برزیل و شرکت پتروناس مالزی به‌طور مشترک در عملیات اکتشافاتی نفت در یک بلوک نفتی که در دهانه رودخانه زامبیزی قرار دارد، همکاری دارند.
همچنین در سال ۲۰۰۷ میلادی، شرکت پتروبراس تفاهم نامه‌ای را با سازمان ملی منابع هیدروکربنی موزامبیک (ئی‌ان‌اچ) امضاء کرده‌است که در حوزه‌های نفت و گاز موزامبیک که در خشکی و در دریا هستند، دست به فعالیت‌های اکتشافاتی بزند. در همین تفاهم‌نامه توافق شده‌است تا شرکت پتروبراس بتواند در زمینه سوخت زیستی یا بیودیزل نیز، به فعالیت‌های تحقیقاتی و تولیدی بپردازد.
در واقع دولت موزامبیک علاقه‌مند است تا با ایجاد تأسیسات لازم از گیاه روغنی موسوم به Jatrofa که به‌وفور در این کشور رشد می‌کند، روغن کشی کرده و بموازات آن از گیاه نیشکر نیز برای تولید الکل اتانول استفاده نماید.

### سنگال
شرکت پتروبراس در سال ۲۰۰۷ از طریق شرکت نفت ادیسون موفق شد، معادل ۴۰٪ درصد از مجموع ۹۵٪ درصد از حق شرکت ادیسون در تولید نفت از یک بلوک نفتی مستقر در سنگال را به دست آورد. این بلوک به وسعت ۷٫۲۹۴ کیلومتر مربع بوده و در اعماق ۱۵۰ تا ۳۰۰۰ متری زیر دریا قرار دارد. ۵٪ درصد باقی‌مانده نیز متعلق به شرکت دولتی پتروسن سنگال می‌باشد. همکاری با دولت سنگال، بخشی از سیاست شرکت پتروبراس برای افزایش حضور خود در غرب، همچنین سراسر قاره آفریقا می‌باشد.

### پاراگوئه
بیشتر فعالیت شرکت پتروبراس، در پاراگوئه در زمینه توزیع و عرضه گریس و روغن‌های صنعتی، یا روغن موتور است و به‌همین منظور در سال ۲۰۰۶ مبادرت به خرید ۱۵۸ جایگاه پمپ بنزین از شرکت نفتی رویال داچ شل در کشور پاراگوئه کرد.
در کنار روغن‌های صنعتی، شرکت پتروبراس در برخی از فرودگاه‌های این کشور، سوخت هواپیما عرضه می‌کند. موقعیت جغرافیایی پاراگوئه و نزدیکی آن به آرژانتین و بولیوی، همچنین مجاورت آن با برزیل، باعث شده‌است تا توجه ویژه‌ای پتروبراس به پاراگوئه داشته باشد و از حضور خود در این کشور استفاده کند تا نه تنها جایگاه خود در آمریکای جنوبی را ارتقاء دهد، بلکه این شرکت در صدد است تا سال ۲۰۱۵ میلادی به عنوان یک تأمین‌کننده اصلی در بازار روغن‌های صنعتی کل منطقه آمریکای جنوبی مطرح شود.

### اروگوئه
شرکت پتروبراس با خرید ۵۵٪ درصد از سهام شرکت اروگوئه کانکتا، در پی توزیع و پخش فراورده‌های نفت و گاز در سراسر اروگوئه می‌باشد. این شرکت در سال ۲۰۰۶ نیز مبادرت به خرید ۸۹ جایگاه پمپ بنزین از شرکت نفت شل کرده و از آن به بعد عرضه و فروش انواع روغن ماشین و حتی سوخت هواپیما را نیز به فعالیت‌های خود اضافه کرد.
شرکت پتروبراس در سال ۲۰۰۶ اقدام به خرید ۶۶٪ درصد از سهام شرکت گاسبا اروگوئه کرد. شرکت مذکور در زمینه توزیع گاز طبیعی فعالیت دارد و از سال ۲۰۰۷ به شرکت گاز مونته‌ویدئو تغییر نام داد. لازم است ذکر شود که قرارداد فوق تا سال ۲۰۲۴ اعتبار دارد.

### کلمبیا
قدیمی‌ترین فعالیت برون مرزی شرکت پتروبراس به سال ۱۹۷۲ و ایجاد شرکت براس‌پترو در کلمبیا بازمی‌گردد. در واقع پس از آن بود که همکاری با خاورمیانه در اولویت کاری شرکت پتروبراس قرار گرفته و به فعالیت خود در کلمبیا پایان داد.
در سال ۱۹۸۶ بود که بار دیگر شرکت پتروبراس جهت انجام فعالیت‌های اکتشافاتی به کلمبیا بازگشت و در دهه ۱۹۹۰ با خریدن دارایی‌های شرکت اکسون در اروگوئه و شرکت لاس‌مو، دامنه حضور خود را توسعه داد و از آن به بعد حضور پتروبراس در کلمبیا همچنان افزایش یافته و در حال حاضر این شرکت در عملیات اکتشافی و توسعه‌ای ۱۴ بلوک نفتی دارای امتیاز می‌باشد، که از این تعداد پتروبراس عملیات ۹ بلوک را انجام می‌دهد.
به عنوان مثال می‌توان گفت که یکی از این بلوک‌های نفتی بلوک ۲۳۰۰۰ کیلومتر مربعی میدان نفتی تایرونا می‌باشد که در اعماق ۳۰۰۰ متری دریای کارائیب بوده و با مشارکت شرکت‌های اکسون‌موبیل و اکوپترول انجام می‌شود. همچنین میدان نفتی گواندا است که عملیات اجرایی آن به‌عهده پتروبراس بوده و در آن کمپانی‌های نکسن، اکوپترول و ویلاریکا نورته مشارکت دارند.
این شرکت در دو بلوک دیگر در کشور کلمبیا حضور دارد، که عملیات بهره‌برداری از آن‌ها کاملاً توسط پتروبراس اداره می‌شود. پنج بلوک نفتی دیگر نیز وجود دارد که پتروبراس تنها در آن‌ها دارای امتیاز بوده و عملیات آن‌ها توسط شرکت‌های دیگر انجام می‌شود.
بلوک‌های Vale Superior(Basin of the Magdalena River), Tierra Negra و Villanueva از جمله پنج بلوک فوق هستند. در حال حاضر مجموع سهم شرکت پتروبراس از تولید نفت در کلمبیا معادل ۱۶٫۰۰۰ بشکه نفت در روز می‌باشد. مالکیت و اداره ۴۸ جایگاه سوخت اتومبیل و نیز ۱۴ فروشگاه لوازم مصرفی خودرو در بوگوتا، پایتخت کلمبیا و مناطق اطراف آن، یک کارخانه تولید روغن در منطقه پنتا آرمادا و یک پایانه نفتی در منطقه سانتا مارتا نیز از دیگر مراکزی است که شرکت پتروبراس از کمپانی رویال داچ شل خریده و به سرمایه‌های خود در کلمبیا افزوده‌است.

## فعالیت در برزیل
بر اساس گزارش بانک جهانی در مورد سهولت انجام فعالیت تجاری شهرهای برزیل با یکدیگر متفاوت هستند:Doing Business in Brazil در مورد هزینه ثبت اموال، شهرهای برزیل بهتر عمل می‌کنند. اما با وجود اعمال مقرراتی مشابه در سرتاسر برزیل، مدت زمانی که صرف نقل و انتقال مالکیت اموال می‌شود متفاوت است.
بر اساس استانداردهای بین‌المللی برزیل دارای نهمین اقتصاد بزرگ جهان است (رجوع شود به: فهرست اسامی کشورهای جهان بر اساس میزان تولید ناخالص داخلی). برزیل یکی از معدود کشورهای جهان است که محصولات دارای فناوری بالا همچون هواپیما تولید می‌کند (رجوع شود به: امبرائر).
برزیل که یکی از کشورهای اصلی گروه ۲۰ است، اخیراً در حال افزایش میزان نفوذ خود در مذاکرات اقتصادی جهان است. گرچه اقتصاد برزیل در حال پیشرفت است و از اهمیت بسیاری در منطقه برخوردار است، اما مشکلات کاغذبازی، فساد، فقر و بی‌سوادی هنوز مهم‌ترین موانع بر سر راه توسعه این کشور هستند.